# Mathieu Rigouste
Mathieu Rigouste (Gennevilliers, 1981) è un sociologo e saggista francese, ricercatore indipendente in scienze sociali.
Si definisce come qualcuno che “prende parte alle lotte popolari contro il sistema di dominazione e oppressione”. Per Rigouste, “la ricerca è pertinente solo se è condotta per le lotte e nelle lotte”. I suoi lavori riguardano quel che chiama capitalismo securitario e che definisce come uno “stadio di sviluppo dell'imperialismo”, “da quando, nel corso del Novecento, il controllo è diventato un mercato fondamentale”. 

## Ricerche storiche e sociologiche

### La figura del nemico interno
Nella sua opera L'ennemi intérieur. La généalogie coloniale et militaire de l'ordre sécuritaire dans la France contemporaine, basato sul suo lavoro di tesi di dottorato, Rigouste studia la trasformazione delle figure dalla minaccia in cima al pensiero militare francese. Attraverso gli archivi dell'IHEDN (Institut des Hautes Etudes de Défense Nationale), osserva l'evoluzione della dottrina francese di contro-insurrezione (dottrina della guerra contro rivoluzionaria, DGR) e mostra come i modelli di “guerra nella popolazione” servono da repertorio per la ristrutturazione securitaria. Sostiene che le guerre coloniali costituiscono dei laboratori permanenti per la produzione politica, economica e sociale dell' “ordine securitario”. Rigouste studia soprattutto il modo in cui, secondo lui, la lotta contro l'immigrazione e la repressione delle banlieue hanno permesso di mobilitare la grammatica ideologica della contro-insurrezione nel pensiero di Stato, nei mass media e gli stati maggiori di polizia nella Francia contemporanea.

### Ordine securitario e industrializzazione della violenza
In Les marchands de peur. La bande à Bauer et l'idéologie sécuritaire, analizza l'emergenza e lo sviluppo dell'ideologia della sicurezza attraverso i percorsi socio-storici dei membri di una delle reti che domina il campo negli anni 2000 e che Rigouste chiama “la banda Bauer”. La rete è costituita dai personaggi che ruotano attorno a Alain Bauer. Stabilisce una tipologia di “esperti auto-proclamati” che indica come produttori e rivenditori di “nozioni-merce” “al servizio delle industrie della guerra e del controllo”. 
Rigouste afferma che esisterebbe una “industrializzazione” della violenza della polizia e una ristrutturazione del capitalismo intorno alle questioni militari e di sicurezza.
In La Domination policière, une violence industrielle, pubblicato nel 2012 da Editions La Fabrique, continua a indagare sulla “contro-insurrezione” e sulle violenze di Stato analizzando la storia e la trasformazione della polizia in epoca contemporanea.

### Le rivolte algerine del dicembre 1960
Nel 2020 ha pubblicato il progetto “Un seul héros le peuple”, una ricerca socio-storica sulle rivolte algerine del dicembre 1960 che riunisce un sito (unseulheroslepeuple.org), un libro e un documentario in cui mostra i risultati di un'inchiesta durata sette anni su quel che chiama una “vittoria popolare”, un “massacro di Stato nascosto” e la “sconfitta della contro-insurrezione”. Nel 1960, dopo sei anni di guerra, le popolazioni musulmane delle città algerine scesero in piazza per chiedere l'indipendenza. Le proteste pacifiche del dicembre 1960 sorpresero tanto le autorità francesi quanto il Fronte di liberazione nazionale (FLN) e, nonostante la repressione, riuscirono a spostare i rapporti di forza del conflitto dalla parte degli indipendentisti. Nel documentario, gli eventi sono descritti come "un Dien Bien Phu psicologico". Il libro, intitolato Un seul héros le peuple. La contre-insurrection mise en échec par les soulèvements populaires de décembre 1960 e pubblicato dalla casa editrice Premiers Matins de Novembre, è considerato da François Gèze, ex direttore delle edizioni La Découverte, come un'opera “fondamentale” sull'argomento. Una sintesi del libro è stata pubblicata sotto forma di articolo sulla rivista Le Monde diplomatique ed è stata tradotta in tre lingue. Il film omonimo è stato selezionato al festival di Béjaia (Algeria) e nominato tra i dieci migliori documentari del 2020 secondo la rivista Les Inrockuptibles.

## Romanzi
Poco dopo la pubblicazione del suo primo saggio, Mathieu Rigouste ha scritto un romanzo, Le théorème de la hoggra. Histoires et légendes de la guerre sociale, nel quale sono condensate le sue ricerche, le sue riflessioni e le lotte alle quali partecipa. Attraverso la vita di dodici personaggi allegorici e un intreccio di fatti reali, l’autore ripercorre « la storia della colonizzazione, dell’immigrazione e dei quartieri popolari, le trasformazioni dello Stato e dei media, della polizia e dell’esercito, l’evoluzione della società del controllo e di quel che le resiste». In un contesto fortemente ispirato dalle rivolte del 2005 e del 2007 nelle banlieue francesi, l'omicidio di un uomo di origine magrebina a Gennevilliers, nella periferia parigina, è il pretesto per scrivere una storia contemporanea delle banlieue, dei suoi abitanti e dei conflitti che attraversano i quartieri popolari francesi. Testo squisitamente politico, Le théorème de la hoggra è stato pubblicato da BBoyKonsian, una piccola esperienza militante che si occupa di lotte sociali, musica e letteratura. 

## Processi
Il 22 giugno 2013 è stato arrestato a Tolosa dalla polizia nazionale. La mattina dopo, è stato portato dalla polizia dell'ospedale di Rangueil con il viso gonfio, un timpano trafitto e un polso rotto, secondo le tre pagine di descrizioni fatte dal medico legale che lo aveva. esaminato quando ha lasciato l'ospedale. È accusato di oltraggio e violenza contro persona depositaria dell'autorità pubblica. L'udienza era fissata per febbraio 2015 ma è stato rinviata nove volte. Ha presentato una denuncia per le violenze subite ma è stata respinta dal pubblico ministero, nonché dal magistrato inquirente. La procedura resta aperta.

## Pubblicazioni

### Libri
- Un Seul Héros le Peuple, La contre-insurrection mise en échec par les soulèvements algériens de décembre 1960, Premiers Matins de Novembre Éditions, 2020.

- État d'urgence et business de la sécurité, Marseille, Niet!éditions, 2016

- La domination policière. Une violence industrielle, La Fabrique, 2012
- Les marchands de peur. La bande à Bauer et l'idéologie sécuritaire, Libertalia, 2011
- Le théorème de la hoggra. Histoires et légendes de la guerre sociale, BBoyKonsian, coll. « Béton arméE », 2011
- L'ennemi intérieur. La généalogie coloniale et militaire de l'ordre sécuritaire dans la France contemporaine, La Découverte, 2009

### Partecipazioni a opere collettive
- con Deltombe, Thomas, « The Enemy Within : The Construction of The "Arab" in the media », in Bancel, Nicolas (dir.), The Colonial Legacy in France (2005-2010-2015), Indiana University Press, 2016.
- « Le marché global de la violence », postfazione a Lesley J. Wood, Mater la meute. La militarisation de la gestion policière des manifestations, Lux, 2015.
- « A qui profite la "guerre au crime" ? Gestion (para)-étatique du marché des drogues et contre-révolution sécuritaire », prefazione a Michael T. Cetewayo, Capitalisme plus came égale génocide, PMN Editions, 2015.
- « Le bras armé des classes dominantes », in Angles Morts (dir.), Permis de tuer. Chronique de l'impunité policière, Syllepse, 2014.
- « L'ordre sécuritaire et le soulèvement des quartiers populaires. Retour sur la bataille de Villiers-le-Bel », in Angles Morts (dir.), Vengeance d'Etat. Villiers-le-bel, des révoltes au procès, Syllepse, 2011.
- « La race des insoumis. Sur l'impensé colonial dans les institutions françaises », in Bancel, Nicolas et Blanchard, Pascal (dir), Ruptures postcoloniales, Les nouveaux visages de la société française, La Découverte, 2010, pp. 196-204.
- « L'amalgame suspect de la faucille et du croissant », in Driss El Yazami, Yvan Gastaut et Naïma Yahi (dir.), Générations. Un siècle d'histoire culturelle des Maghrébins en France, Gallimard Génériques/CNHI, 2010, pp 110-116.
- « La guerre à l’intérieur. Sur la militarisation du contrôle des quartiers populaires » in Mucchielli, Laurent (dir.), La frénésie sécuritaire, La Découverte, 2008. Ouvrage traduit en anglais en 2010.
- « La contre insurrection qui reste. Notes sur le complexe de Marighela », préface au Manuel du guérilléro urbain de Carlos Marighela, Libertalia, 2009.
- « L’armée et la construction de l’immigration comme menace », in Blanchard, P. e Bancel, N. , Culture Coloniale en France. De la révolution française à nos jours, CNRS éditions, Autrement, 2008.
- « La couleur et le corps de l’ennemi intérieur dans la doctrine militaire française pendant la guerre d’Algérie », in Boetsch, Gilles (dir.), Coloris corpus, CNRS éditions, 2008, p. 392.
- « La construction médiatique du corps intégré. Promouvoir pour bannir dans la cité postcoloniale », in Rigoni, Isabelle (dir.), Qui a peur de la télévision en couleurs ? La diversité culturelle dans les médias, Aux Lieux d’Etre, 2007, p. 109.
- « L’armée et la construction de l’immigration comme menace », in Blanchard, P. e Bancel, N. , Culture Postcoloniale, 1961-2006, Traces et mémoires coloniales en France, Autrement, 2006, pp. 113-124;
- Con Thomas Deltombe, « L’ennemi intérieur : la construction médiatique de la figure de l’« Arabe » », in Bancel, N, Blanchard, P, Lemaire, S. (dir.), La Fracture coloniale, La société française au prisme de l’héritage colonial, La Découverte, 2005, pp. 191-198.

### Articoli su riviste
- « La police du futur. De la surveillance généralisée à l’autocontrôle », Revue du Crieur, 2018/2 (N° 10), p. 32-47.
- « Répressions et résistances. Entretien avec Mathieu Rigouste », Vacarme, 2016/4 (N° 77), p. 64-71.
- « Nous sommes des champs de bataille », Chimères, 2015/3 (N° 87), p. 173-181.
- « Tantale ou la programmation mythologique de la férocité occidentale », Chimères, 2015/1 (N° 85), p. 10-22.
- « Le pourrissement rouge et vert. Les militaires français face au communisme et à l'islam : une pensée de l'infection par l'ennemi intérieur autour du 17 octobre 1961 », L'Homme & la Société, 2009/4 (n° 174), p. 63-74.
- « Les représentations de « l'immigration maghrébine » dans la presse française, de 1995 à 2002 », NAQD, 2009/1-2 (N° 26-27), p. 199-208.
- « L'ennemi intérieur, de la guerre coloniale au contrôle sécuritaire », Cultures & Conflits, 2007/3 (n° 67), p. 157-174.

### Articoli in italiano
- « Violenza poliziesca, capitalismo, razza e genere. Una chiacchiera con Mathieu Rigouste », InfoAut, 19 Giugno 2020.
- « Dell’utilità del nemico interno – intervista a Mathieu Rigouste », a cura di Carlotta Benvegnù, Simona De Simoni, Davide Gallo Lassere, Effimera. Critica e sovversione del presente, 13 Febbraio 2016.